# Thorictus dimidiatus
Thorictus dimidiatus là một loài bọ cánh cứng trong họ Dermestidae. Loài này được Peyron miêu tả khoa học năm 1857.